# Chiropsella bronzi
Chiropsella bronzi är en nässeldjursart som beskrevs av Lisa-ann Gershwin 2007. Chiropsella bronzi ingår i släktet Chiropsella och familjen Chiropsalmidae. Inga underarter finns listade i Catalogue of Life.